# Tân Phú, thị xã Long Mỹ
Tân Phú là một xã thuộc thị xã Long Mỹ, tỉnh Hậu Giang, Việt Nam.

## Địa lý
Xã Tân Phú nằm ở phía đông nam thị xã Long Mỹ, có vị trí địa lý:
- Phía đông giáp huyện Phụng Hiệp
- Phía tây giáp xã Long Phú
- Phía nam tỉnh Sóc Trăng và phường Trà Lồng
- Phía bắc giáp xã Long Trị
- Phía tây bắc giáp xã Long Trị A.

Xã Tân Phú có diện tích 24,84 km², dân số năm 2019 là 6.992 người, mật độ dân số đạt 282 người/km².

## Lịch sử
Địa bàn xã Tân Phú trước đây là một phần xã Long Phú.
Ngày 21 tháng 4 năm 1979, Hội đồng Chính phủ ban hành Quyết định 174-CP. Theo đó, chia xã Long Phú thành hai xã Long Phú và Tân Phú.
Ngày 28 tháng 1 năm 1991, toàn bộ diện tích và dân số của xã Tân Phú được sáp nhập trở lại xã Long Phú.
Ngày 27 tháng 10 năm 2006, Chính phủ ban hành Nghị định 124/2006/NĐ-CP. Theo đó, tái lập xã Tân Phú trên cơ sở điều chỉnh 2.550,37 ha diện tích tự nhiên và 9.060 người của xã Long Phú.
Ngày 15 tháng 5 năm 2015, Ủy ban Thường vụ Quốc hội ban hành Nghị quyết số 933/NQ-UBTVQH13. Theo đó, chuyển xã Tân Phú về thị xã Long Mỹ mới thành lập và điều chỉnh một phần diện tích, dân số của xã Tân Phú về phường Trà Lồng thuộc thị xã Long Mỹ.
Sau khi điều chỉnh địa giới hành chính, xã Tân Phú còn lại 2.549,72 ha diện tích tự nhiên và 8.968 người.

## Hành chính
Xã Tân Phú được chia thành 8 ấp: Long Hưng 1, Long Hưng 2, Long Trị 1, Tân Hòa, Tân Hưng 2, Tân Thạnh, Tân Trị 1, Tân Trị 2.